# مایک جونز (رپ‌خوان)
مایک جونز (انگلیسی: Mike Jones؛ زادهٔ ۶ ژانویهٔ ۱۹۸۱) یک موسیقی‌دان اهل ایالات متحده آمریکا است. وی از سال ۲۰۰۱ میلادی تاکنون مشغول فعالیت بوده‌است.